# Mitromorpha saotomensis
Mitromorpha saotomensis é uma espécie de gastrópode do gênero Mitromorpha, pertencente a família Mitromorphidae.